# Илизаров, Гавриил Абрамович

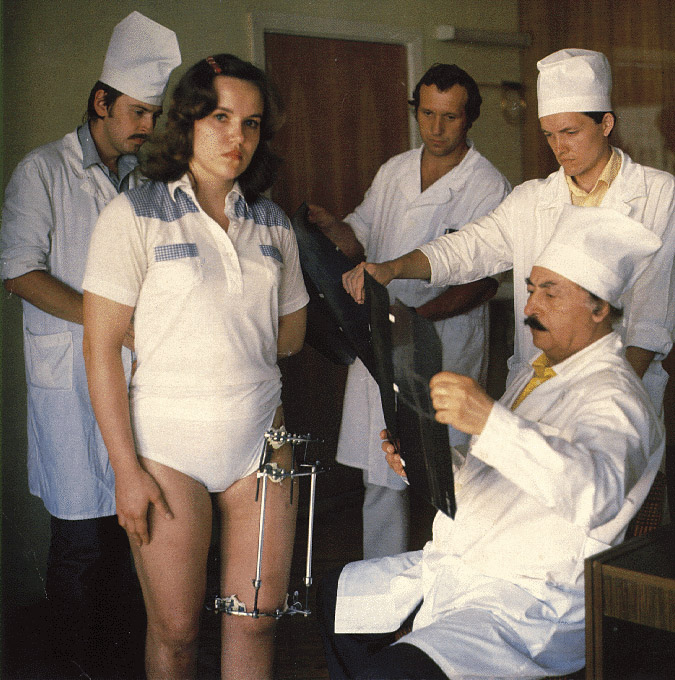
Г. А. Илизаров показывает работу компрессионно-дистракционного аппарата, 1991 год.

Гаврии́л Абра́мович Илиза́ров (15 июня 1921, Беловеж, Белостокское воеводство — 24 июля 1992, Курган) — советский хирург-ортопед, изобретатель, доктор медицинских наук (1968), профессор (1976). Академик РАН (1991). Герой Социалистического Труда (1981). Заслуженный изобретатель СССР (1985). Заслуженный врач РСФСР (1965). Заслуженный деятель науки РСФСР (1991). Лауреат Ленинской премии (1978).

## Биография
Родился 15 июня 1921 года в бедной еврейской семье в местечке Беловеж Беловежского повета Белостокского воеводства, Польской Республики (в 1939—1946 годах деревня Беловежа входила в состав Брестской области Белорусской ССР), ныне деревня Беловеж входит в сельскую гмину Бяловежа Хайнувского повята Подляского воеводства Республики Польша. Там жила семья его матери, и после службы в Рабоче-крестьянской Красной Армии во время Гражданской войны осел его отец. Был старшим из шестерых детей. Как и значительная часть горских евреев, в советских документах был записан татом.
Отец — Абрам Аверкиевич (Мардехай Овроом, уроженец Кусар, горско-еврейского происхождения), сестра Мария, братья Исаак (Исай, 1922), Давид (19 сентября 1924) и Елисей (Нисон, 1926) носили фамилию «Елизаровы». Мать — Голда Абрамовна (урождённая Розенблюм, 20 августа 1903 — 13 ноября 1982), ашкеназского происхождения, происходила из Беловежа.
Когда Илизарову было семь лет (1928), семья переехала на родину отца в Кусары Азербайджанской ССР. В 9 лет наелся груш в саду, которые были опрысканы медным купоросом от насекомых-вредителей; его вылечил сельский фельдшер, и Гавриил решил стать врачом.
В школу пошёл в 11- или 12-летнем возрасте, но это не помешало ему сдать все предметы и поступить сразу в 4 или 5 класс. В 1938 году он экстерном окончил школу-восьмилетку и продолжил учёбу на медрабфаке в городе Буйнакске Дагестанской АССР.
В 1939 году стал студентом Крымского государственного медицинского института имени И. В. Сталина, который окончил в 1944 году. В годы Великой Отечественной войны институт был эвакуирован из Симферополя сначала в Армавир, потом в город Кзыл-Орда Казахской ССР. Получив диплом врача, прошёл путь от врача районной больницы в селе Долговка (1948) до директора Всесоюзного Курганского научного центра восстановительной травматологии и ортопедии (1987).
С 1944 года — врач Половинской (с. Половинное), затем Косулинской (с. Долговка) райбольниц Курганской области.
С 1947 года — заведующий Косулинским райздравотделом. Первым пациентом с аппаратом для фиксации кости, разработанным Г. А. Илизаровым, стал местный гармонист, который из-за туберкулёза коленного сустава ходил на костылях. Операция прошла успешно.
С 1950 года — врач травматолог-ортопед Курганской областной больницы, в 1951 году предложил аппарат для чрескостного остеосинтеза. Заявка на изобретение была подана 9 июня 1952 года, авторское свидетельство № 98471 выдано 30 июня 1954 года.
В 1955 году назначен заведующим ортопедо-травматологическим отделением Курганского областного госпиталя инвалидов Великой Отечественной войны. Будучи заведующим хирургическим отделением Курганского областного госпиталя для инвалидов войны, где перед его глазами проходили сотни бойцов с последствиями повреждений костей, которым проводимое лечение практически не давало результата, Г. А. Илизаров предложил свой, принципиально новый способ сращивания костей при переломах. Новизна предложенного способа и аппарата для его осуществления подтверждены авторским свидетельством. Использование аппарата Илизарова повысило эффективность и заметно сократило сроки лечения переломов. Большая практика дала возможность расширить диапазон применения аппарата. Одновременно выполнял обязанность бортхирурга санитарной авиации по оказанию экстренной хирургической помощи населению сельских районов.

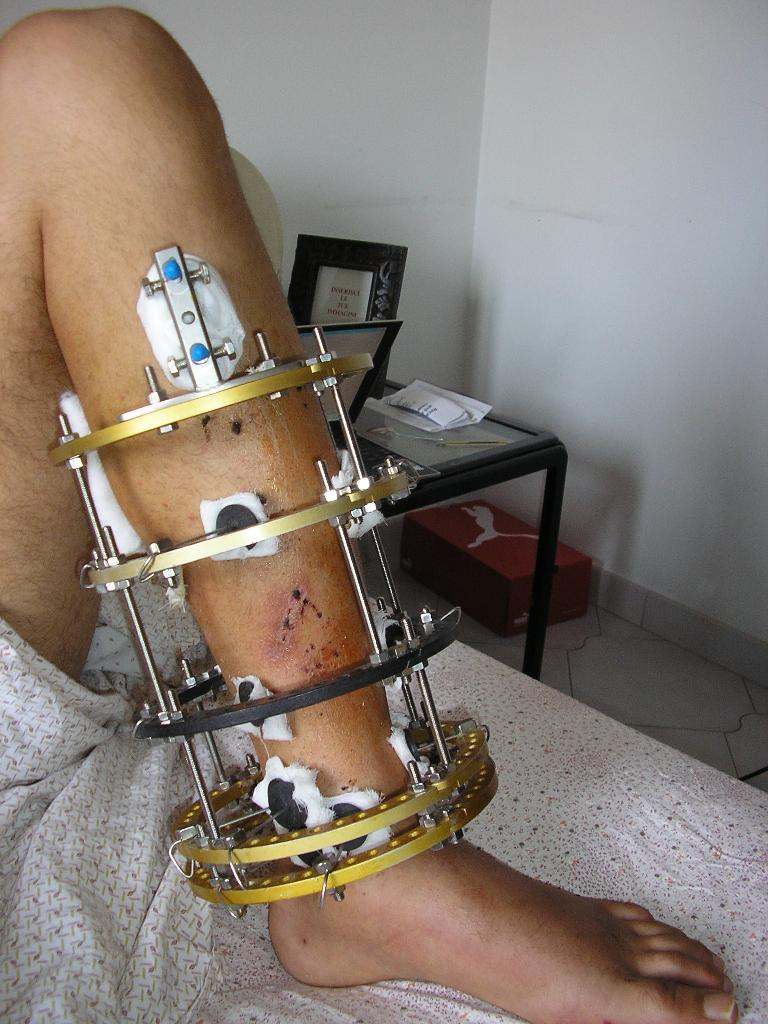
Компрессионно-дистракционный аппарат Илизарова.

Изобретённый в 1950 году Г. А. Илизаровым чрескостный компрессионно-дистракционный аппарат гармонично сочетает стабильную фиксацию костных фрагментов с управлением сложными биологическими процессами развития костной ткани (её сжатием («компрессией») или растяжением («дистракцией»)). Аппарат представляет собой металлические «кольца», на которых крепятся «спицы», проходящие через костную ткань. Кольца соединены механическими стержнями, позволяющими менять их ориентацию со скоростью порядка одного миллиметра в день. Аппарат Илизарова — это универсальная динамическая конструкция, позволяющая создавать оптимальные медико-биологические и механические условия как для костного сращения, так и для анатомо-функционального восстановления опорно-двигательного аппарата. Рассчитывая на широкое применение своего аппарата, Г. А. Илизаров унифицировал его узлы и детали. Для каждого случая врачи монтируют из весьма ограниченного числа деталей свою особую разновидность аппарата. Аппарат применяется для лечения травм, переломов, врождённых деформаций костной ткани. Также используется при «эстетических» операциях в антропометрической (ортопедической) косметологии по удлинению и выпрямлению ног.

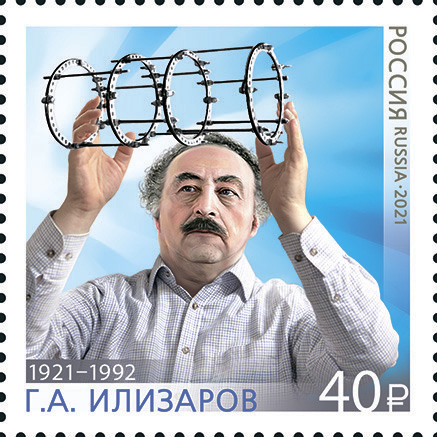
Г. А. Илизаров и его компрессионно-дистракционный аппарат на почтовой марке России 2021 года

Понадобилось долгое время, чтобы разработанный Г. А. Илизаровым метод чрескостного остеосинтеза получил всеобщее признание. В 1966 году на базе 2-й городской больницы Кургана организована проблемная лаборатория Свердловского НИИТО, руководителем назначен Г. А. Илизаров. Защита диссертации состоялась в Перми в сентябре 1968 года. В диссертации был обобщён накопленный за многие годы опыт успешного лечения тысяч больных. На основе всестороннего анализа было сделано открытие определённых закономерностей в росте и регенерации тканей, позволявшее удлинять конечности, восстанавливать недостающие части конечностей, включая стопу, пальцы кисти. За выдающиеся достижения Илизарову в 1969 году была присвоена степень доктора медицинских наук, минуя звание кандидата. В 1969 году проблемная лаборатория Свердловского НИИТО преобразована в филиал Ленинградского НИИТО имени Р. Л. Вредена, его директором был назначен Илизаров.
Г. А. Илизаровым были получены первые положительные результаты в опытах по восстановлению функции спинного мозга после оперативного частичного (почти полного) его пересечения. Ранее не только в СССР, но и в мире не проводилось таких фундаментальных исследований в травматологии и ортопедии.
В 1971 году филиал ЛНИИТО преобразован в Курганский научно-исследовательский институт экспериментальной и клинической ортопедии и травматологии (КНИИЭКОТ), руководителем назначен Илизаров. 19 февраля 1982 года КНИИЭКОТ награждён орденом «Знак Почёта». С 1971 года член КПСС.
Постановлением от 24 сентября 1987 года № 1098 Центральный комитет КПСС и Совет министров СССР года реорганизовал Курганский НИИ экспериментальной и клинической ортопедии и травматологии во Всесоюзный Курганский научный центр «Восстановительная травматология и ортопедия» с головным учреждением в Кургане и филиалами в Московской области, городах Ленинграде, Волгограде, Казани, Уфе, Краснодаре, Свердловске, Омске, Красноярске и Владивостоке.
С 1982 года началось внедрение метода Илизарова в практику ведущих зарубежных стран. Поступили приглашения посетить Испанию, Францию, Англию, США, Мексику и другие страны. Итальянская фирма «Medicalplastic s.r.l.» купила лицензию на право изготовления и продажи аппарата Илизарова в странах Западной Европы, а также в Бразилии и Аргентине. Итальянская Ассоциация по изучению аппарата и метода Илизарова (АSАМI) приняла решение о проведении постоянных международных курсов по обучению данному методу. Директором курсов был утверждён сам Г. А. Илизаров. Аналогичные ассоциации были созданы в Испании, Франции, Бельгии, Португалии, Мексике, США и других странах. Многие иностранные граждане приезжали на лечение в Курган.
Илизаров — автор 208 изобретений, защищённых авторскими свидетельствами СССР; 18 из них были запатентованы в 10 странах.
Илизаров был депутатом Косулинского районного Совета депутатов трудящихся (1947 год) и Курганского областного Советов депутатов трудящихся (1971 год, 1973 год), депутатом Верховного Совета РСФСР (1980 год), народным депутатом СССР (1990 год). Был участником XXV, XXVI, XXVII съездов КПСС, XIX всесоюзной конференции КПСС, делегатом XV съезда профсоюзов СССР (1972 год), делегатом VI (1983 год) и VII (1988 год) съездов Всесоюзного общества изобретателей и рационализаторов. Являлся членом научного совета Академии медицинских наук СССР, членом Центрального совета Всесоюзного общества изобретателей и рационализаторов СССР, членом редакционного совета журнала «Ортопедия, травматология и протезирование», Советского фонда культуры (с 1985 года) и Союза советских обществ дружбы и культурной связи с зарубежными странами (с 1987 года). Член правления Советского детского фонда имени В. И. Ленина (с 1987 года).
Под руководством Илизарова защищено 52 кандидатских и 7 докторских диссертаций.
О Илизарове написаны статьи, художественные очерки, романы и повести, он стал героем или прототипом многих художественных фильмов, театральных постановок («Каждый день доктора Калинниковой», «Движение», «Позовите меня, доктор», «Доктор Назаров», «Счастье вернулось в дом», «Дом отважных трусишек» и другие).
Гавриил Абрамович Илизаров скоропостижно скончался от сердечной недостаточности 24 июля 1992 года в городе Кургане. Похоронен на Новом Рябковском кладбище города Кургана Курганской области, на центральной аллее кладбища.

## Награды и звания

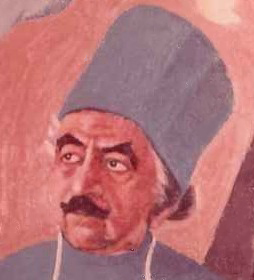
И. Цвайгенбаум. Фрагмент картины «Доктор Илизаров» (1988)

Г. А. Илизаров удостоен многих почётных званий и наград, национальных и международных премий.
- Герой Социалистического Труда, 12 июня 1981 года, за заслуги в развитии медицинской науки и в связи с 60-летием со дня рождения
  - Орден Ленина № 459082
  - Медаль «Серп и Молот» № 19923
- Орден Ленина, 20 июля 1971 года, за большой вклад в практическое здравоохранение и в связи с 50-летием со дня рождения
- Орден Ленина, 11 марта 1976 года, за достигнутые успехи в выполнении заданий IX пятилетки по развитию здравоохранения и медицинской науки
- Орден Трудового Красного Знамени, 2 декабря 1966 года, за заслуги перед практическим здравоохранением
- Медаль «За доблестный труд. В ознаменование 100-летия со дня рождения Владимира Ильича Ленина», 1970 год
- Медаль «Ветеран труда», 1986 год
- Ленинская премия, 1978 год, за цикл работ по разработке нового метода лечения больных с повреждениями и заболеваниями опорно-двигательного аппарата, внедрение этого метода в широкую практику здравоохранения и создание нового научно-практического направления в травматологии и ортопедии
- Заслуженный изобретатель СССР, 12 сентября 1985 года, за изобретения, открывающие новые направления в развитии медицинской науки
- Заслуженный врач РСФСР, 1965 год
- Заслуженный изобретатель РСФСР, 1975 год
- Золотая медаль ВДНХ, 1981 год, 1986 год
- Серебряная медаль ВДНХ, 1965 год, за разработку новых способов лечения ортопедо-травматологических больных, 1986 год
- Нагрудный знак «Отличник изобретательства и рационализации», 1987 год
- Командор ордена Заслуг перед Республикой Польша
- Орден Улыбки, 1978 год
- Командор ордена «За заслуги перед Итальянской Республикой», 1984 год
- Орден Независимости I степени (Иордания), 1985 год, за большой вклад в научные исследования в области ортопедии и травматологии
- Орден Полярной Звезды (Монголия), 1985 год
- Орден Революции (Организация освобождения Палестины), 1987 год, за выдающийся личный вклад в развитие мирового здравоохранения
- Орден Югославского флага с золотым венком (СФРЮ), 1987 год
- Медаль «50 лет Монгольской Народной Революции», 1974 год
- Медаль «60 лет Монгольской Народной Революции», 1984 год
- Золотая медаль за многолетний безупречный труд (Италия), 1981 год. Самая большая награда для ветеранов предприятия, как представителю русских рабочих.
- Медаль «Лучшему изобретателю года», 1985 год
- Медаль Мексиканского института социального обеспечения, 1988 год
- Отличник народного здравоохранения Монгольской Народной Республики, 1980 год, за оказание практической помощи и обучение монгольских врачей новым методам лечения
- Лауреат Диплома Почёта (Монголия), 1982 год
- Памятная Золотая Флорентийская монета (Италия), 1990 год
- Премия Муз (Италия), 1983 год, первый лауреат среди врачей в знак признания того, что его хирургия является не только наукой, но и величайшим искусством
- Международная премия «Буккери-ла-Ферла», 1986 год
- Премия Роберта Дениза, 1987 год, на XXXII Всемирном конгрессе хирургов в Сиднее (Австралия), за наиболее значительные работы, связанные с хирургическим лечением переломов
- Премия им. Нессима Хабифа, 1987 год, мед. факультет Женевского университета
- Почётный гражданин Курганской области, 29 января 2003 года, посмертно
- Почётный гражданин Кургана, 1971 год
- Почётный гражданин г. Милана (Италия), 1981 год
- Почётный гражданин г. Руфины (Италия), 1981 год
- Почётный гражданин г. Флоренции (Италия), 1990 год
- Почётный гражданин г. Нанси (Франция), 1990 год
- Именная Золотая медаль г. Лекко и признан почётным его гражданином за большие заслуги в деле оказания научной и лечебной помощи гражданам Италии, 1983 год
- Член-корреспондент Академии наук СССР, 1987 год
- Академик Российской академии наук, 1991 год
- Почётный член Кубинской Академии наук
- Почётный член СОФКОТ (Французское общество хирургов-ортопедов-травматологов), 1986 год
- Почётный член Ассоциации ортопедов-травматологов Югославии, 1986 год
- Почётный член Македонской Академии искусств, 1986 год
- Почётный член общества травматологов-ортопедов Мексики, 1987 год
- Почётный член общества травматологов-ортопедов ЧССР, 1987 год
- Почётный член общества травматологов-ортопедов Италии, 1988 год
- Лауреат конкурса «Техника — колесница прогресса» (журнал «Изобретатель и рационализатор»), 1984 год
- В честь Г. А. Илизарова астроном Крымской астрофизической обсерватории Людмила Карачкина назвала открытый ей 14 октября 1982 года астероид (3750) Илизаров, название утверждено 4 октября 1990 года[28].
- В сентябре 1987 году художник Исраил Цвайгенбаум прилетел в город Курган, где провёл 6 дней с Г. А. Илизаровым, чтобы сделать эскизные наброски.

## Память

Почтовый конверт России

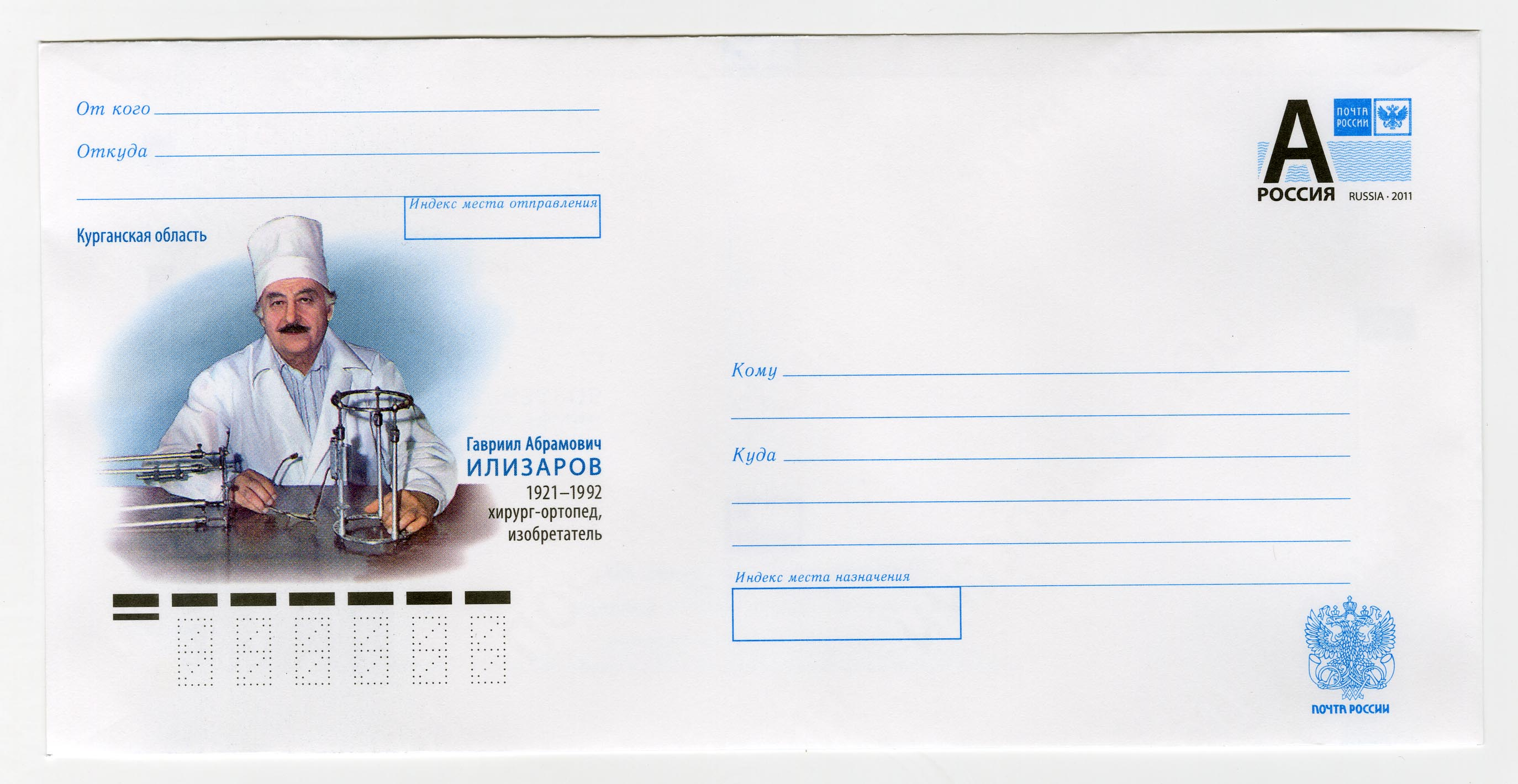
Почтовый конверт России

- Улица Илизарова в посёлке Коммунарка поселения Сосенское Новомосковского административного округа города Москвы, название присвоено 21 октября 2021 года[29].
- Улица Илизарова в 6-м микрорайоне Заозёрного жилого массива города Кургана.
- Улица Илизарова в городе Гусаре, Азербайджанская Республика.
- В 1993 году Российскому научному центру «Восстановительная травматология и ортопедия» (РНЦ «ВТО») присвоено имя академика Г. А. Илизарова, ныне Федеральное государственное бюджетное учреждение «Национальный медицинский исследовательский центр травматологии и ортопедии имени академика Г. А. Илизарова» Министерства здравоохранения Российской Федерации (ФГБУ «НМИЦ ТО имени академика Г. А. Илизарова» Минздрава России).
- В 2012 году именем Г. А. Илизарова был назван Дербентский медицинский колледж в Республике Дагестан.
- В июне 2021 года президент Российской Федерации В. В. Путин подписал указ о присвоении международному аэропорту Курган имени Г. А. Илизарова[30]. С 30 ноября по 20 декабря 2020 года на сайте Общественной палаты Курганской области было голосование по выбору имени, которое присвоят аэропорту Кургана. В опросе приняли участие свыше 10 тысяч человек. Большинство голосов набрали советский лётчик и первый директор курганского аэропорта А. И. Чернявский, 28,8 %, и хирург-ортопед Гавриил Илизаров — 28 %[31]. Недовольные итогами заговорили в соцсетях о накрутке голосов и с 25 декабря 2020 года до 15 января 2021 года был проведён второй тур голосования, в котором Илизаров получил 4424 голоса — 63 %, А. Чернявский — 30,4 %[32].
- 15 июня 1993 года по инициативе генерального директора РНЦ «ВТО» В. И. Шевцова открылся музей истории развития РНЦ «ВТО» имени Г. А. Илизарова.
- В 1993 году был образован Фонд им. Г. А. Илизарова.
- 9 сентября 1994 года на территории РНЦ «ВТО» был открыт памятник основателю и создателю метода и центра академику Г. А. Илизарову, скульптор Ю. Л. Чернов — 55°29′38″ с. ш. 65°18′32″ в. д.HGЯO.
- В 2012 году установлен памятник-автомобиль ГАЗ-13 «Чайка», принадлежавший Г. А. Илизарову; расположен у Музея истории центра им. Г. А. Илизарова — 55°29′41″ с. ш. 65°18′13″ в. д.HGЯO.
- Мемориальная доска на доме в Кургане, где в 1974—1992 годах жил Г. А. Илизаров, ул. Климова, 41. 29 августа 2019 года установлена новая мемориальная доска[33] — 55°25′57″ с. ш. 65°20′50″ в. д.HGЯO.
- В 2021 году в родном городе отца Илизарова, в городе Гусар в Азербайджане, на пересечении улиц Гавриила Илизарова и Фахреддина Мусаева по инициативе OKİ Clinic был установлен памятник компрессионно-дистракционному аппарату Илизарова высотой 6,5 метра. Скульптор — Фархад Азизов[34] — 41°25′32″ с. ш. 48°25′50″ в. д.HGЯO.
- С 1995 года в память о Г. А. Илизарове издаётся практический журнал «Гений ортопедии».
- В 2011 году были выпущены различные художественные маркированные конверты России, посвящённые Г. А. Илизарову.
- В июне 2021 года Почта России выпустила почтовую марку номиналом 40 рублей, тираж 144000 экземпляров[35].
- 15 июня 2021 года к 100-летию со дня рождения в Москве состоялось спецгашение конверта первого дня[36].
- В 2011 году в г. Кургане режиссёром Андреем Романовым был снят документальный фильм «Он посвятил жизнь людям», посвящённый 90-летию Г. А. Илизарова. Фильм получил приз Главы города Каменска-Уральского М. С. Астахова на Третьем международном фестивале туристического кино «Свидание с Россией» в городах Верхотурье и Каменск-Уральский (2012).
- В Курганской области 2016 год объявлен «Годом Илизарова».
- В 2023 году проектом «Мульти История» от киностудии CompactTV был выпущен мультипликационный фильм про Гавриила Илизарова[37][38]

## Семья
Сын Александр и две дочери от разных браков — Мария и Светлана. Сын — Александр Илизаров (род. 1947), инженер-конструктор, кандидат технических наук, живёт в Новосибирске. Дочь — Светлана Илизарова (род. 1962), врач-реабилитолог и физиотерапевт, кандидат медицинских наук, живёт в Нью-Йорке, соредактор сборника «Limb Lengthening and Reconstruction Surgery» (2006). С 1961 года и до конца жизни Г. А. Илизаров был женат третьим браком на Валентине Алексеевне Илизаровой.
Мать Г. А. Илизарова, его сёстры Мария, Неля (01.02.1931 — 10.07.2008) и Белла (15.02.1929 — 04.08.2009), братья Исаак (Исай, 1922—?) и Елисей (Нисон, 1926—?) Елизаровы после войны также жили в Кургане. Младший брат Давид Абрамович Елизаров (1924—?), участник Великой Отечественной войны, кавалер ордена Красной Звезды, также стал врачом-хирургом, работал в Краснодаре
Отца Г. А. Илизарова звали Мардахай Овроом (Мордехай Абрам) Елизаров. Он участвовал в Первой мировой войне и попал в германский плен. После плена жил в Польше, где женился. После возвращения на родину в Кусары Азербайджанской ССР жил у брата Исаака, в 1937 году был репрессирован. В 1946 году вернулся из мест заключения в Кусары, но его семья оттуда уже уехала и он вскоре умер. У Г. А. Илизарова были две сестры от первого брака отца.

## Основные работы
- Илизаров Г. А., Мархашов А. М. Кровоснабжение позвоночника и влияние на его форму изменений трофики и нагрузки. — Челябинск, 1981.
- Илизаров Г. А. Октябрь в моей судьбе / Лит. запись В. Гавриша. — Челябинск: Южно-Уральское книжное издательство, 1987. — 215 с. — 3000 экз.[44]
- Лечение сгибательных контрактур коленного и голеностопного суставов / Составлено Г. А. Илизаровым и А. А. Девятовым. — Курган, 1971. — 14 с. — 3000 экз.
- Чрескостный компрессионный и дистракционный остеосинтез в травматологии и ортопедии / Отв. ред. Г. А. Илизаров. Сборник научных работ. Выпуск 1. — Курган: Советское Зауралье, 1972. — 344 с.

## Интервью
- Доктор из Кургана. Академик Гавриил Илизаров, документальный фильм, Леннаучфильм, 1987 год